# Гуково
Гу́кове (рос. Гуково) — шахтарське місто обласного підпорядкування в Ростовській області Росії. Населення міста (станом на 2024 рік) становить 59 тисяч осіб. В 2014 році на початку війни на сході України з околиць Гукового російською армією здійснювалися обстріли території України «Градами».

## Економіка
Основною галуззю економіки міста є вугільна промисловість, яка представлена організацією ЗАТ «Гукововугілля». Місто розташоване неподалік від державного кордону з Україною: Гукове—Червонопартизанськ. Також діє залізничний пункт контролю Гукове—Червона Могила.
В місті в минулому працювали заводи цегельний, залізобетонних виробів, металевих та гумотехнічних виробів; швейна, трикотажна, текстильно-галантерейна фабрики.